# 涅季爾科韋
48°2′12″N 30°3′59″E / 48.03667°N 30.06639°E
內迪爾科韋（烏克蘭語：Неділкове）是位於烏克蘭西南部的村莊，由敖德萨州波季利斯克区的薩夫蘭市鎮負責管轄。該村始建於1789年，面積5.3平方公里，海拔高度121米，2001年人口655，人口密度每平方公里123.58人。